# Rue Paradis (Marseille)
Pour les articles homonymes, voir Rue Paradis.
Pour les rues homonymes de Paris, voir rue de Paradis. Pour l'ancienne rue du Marais, voir rue de Paradis-au-Marais.
La rue Paradis est une voie de la ville de Marseille.

## Situation et accès
Cette rue qui traverse les 1er, 6e et 8e arrondissements de Marseille, va de la place du Général-de-Gaulle à l’avenue du Prado.
Il s'agit de la troisième plus longue voie de Marseille avec sa distance de 2 870 mètres contre 3 400 mètres pour la rue Saint-Pierre,  et 5 400 pour le chemin du Littoral.
La rue Paradis est desservie par la ligne de métro  à la station Estrangin ainsi que par la ligne de bus   du réseau RTM.

## Origine du nom
Le nom fait référence à l'ancien prieuré de Saint-Pierre de Paradis qui était situé à proximité du point le plus haut de cet axe.

## Historique
Un quartier de Marseille portait le nom de Paradis dès 1044, car il y avait un prieuré du nom de Saint-Pierre de Paradis en ce inclus un cimetière. Une église dédiée à Sainte-Marie du Paradis est fondée par Hugues Fer ainsi que l’atteste un acte du 22 février 1213. 
Cette église et ce prieuré seront détruits en 1524 pour aménager la défense de la ville à l’approche de l’armée du connétable de Bourbon. Pendant le reste du XVe siècle cette rue s’appela « rue Saint-Catherine » mais prendra par la suite le nom de « rue de Paradis ».
L’urbanisation de cette rue se fera en deux temps. 
Une première section, s'étendant de la Canebière, à l'emplacement de l'actuelle place du Général-de-Gaulle jusqu'à la place Estrangin-Pastré, sera aménagée à partir de 1666 lors de l’agrandissement des remparts de la ville sous Louis XIV. Cette rue se terminait à la porte Paradis, où se trouve l’actuelle place Estrangin-Pastré. 
La deuxième section, s'étendant jusqu’à l’avenue du Prado se fera en plusieurs étapes, d’abord jusqu’à la rue Falque en 1803, puis jusqu’à la place Ernest-Delibes en 1848 et enfin jusqu’à l’avenue du Prado en 1880.

## Bâtiments remarquables et lieux de mémoire
- A un numéro inconnu vécu Hélène Cogoluègnes et son mari[6].
- Aux n°31 et 33 se trouvait la maison Castelmuro. Ce confiseur-chocolatier-traiteur était une véritable institution marseillaise. Fondé en 1802 cet établissement a fermé ses portes en 1999. De 1807 à 1999, il est resté dans la même famille: les Imbert, puis leurs cousins les Vernet.
- Au n°38 se trouvaient les bureaux de l'épicerie Charles Meunier dans lesquels Stendhal entra comme commis en 1805 et qui seront transférés rue Venture pendant le séjour de l’écrivain[7].
- Au n°38 se situe la galerie Capitale & Victor Orly.
- Au n°54 vécut Louis-Philippe Lagarde, maire de Marseille[8]
- Au n°56 vécut Adrien Artaud, député des Bouches-du-Rhône[9]
- Au n°58 se trouve un bel hôtel à façade Louis XV construit de 1728 à 1737 par Alexandre Louit, commissaire principal à l’arsenal des galères et appartiendra par la suite au banquier Pascal d’où son nom d’hôtel Pascal[10].
- Au n°75, se situe le siège historique de la Société marseillaise de crédit
- Au n°96 se situe le siège de la Société Les Maisons vertes Provençales
- Au n°124, se situe l'église Saint Joseph, œuvre de l'architecte Pascal Coste, construite en 1837 sous l’épiscopat de Mgr Mazenod.
- Au n°148, se situe l'immeuble de l'ancienne école supérieure de commerce de Marseille.  Créée en 1872, trop à l’étroit dans ses anciens locaux, elle doit déménager en 1891.
- Au n°150, il y avait les établissements Noilly Prat qui produisaient un célèbre apéritif , remplacés par un ensemble immobilier à la fin du XXe siècle.
- Au n°167, juste en face du n°150, se trouve l'hôtel particulier qu'habitait la famille Noilly-Prat, aujourd'hui divisé en appartements.
- Au n°231 se situe le lycée privé catholique Notre-Dame de Sion.
- Aux n°253-255 des masques mythologiques ornant la façade des immeubles sont dus au sculpteur François Roume.
- Au n°270 se situe le lycée Périer qui accueille près de 1 200 élèves.
- Aux n°292 et 294 se trouvent les deux hôtels particuliers jumeaux de la famille Gasquy, aujourd'hui divisés en appartements.
- Au n°343 se situe l'appartement dans lequel Alain Storione, minotier fondateur de l'enseigne commerciale Banette, a vécu dans les années 1960 et 1970[11].
- Au n°425, une plaque rappelle que, derrière les nouveaux immeubles, se trouvait, installé dans une luxueuse villa, le siège de la Gestapo de Marseille, où des centaines de résistants et de familles juives furent interrogés et torturés voire retournés avant d'être déportés ou exécutés de 1943 jusqu'à fin août 1944.

### Consulats
- Consulat de Syrie
- Consulat des Pays-Bas
- Consulat d'Algérie
- Consulat de Finlande